# Anomala vitis
Anomala vitis — вид насекомых семейства пластинчатоусых из подсемейства хлебные жуки и хрущики. Имеет палеарктическое распространение. Как и многие виды рода Anomala, он считается вредителем сельскохозяйственных культур, в данном случае виноградной лозы.
Синонимы:
- Anomala variabilisSchilsky, 1888
- Anomala vitis azurescens Reitter, 1903
- Anomala vitis cupreonitens Bau, 1883
- Anomala vitis dichroa Reitter, 1903
- Anomala vitis fuscipennis Ohaus, 1915
- Anomala vitis lutea Schilsky, 1888
- Anomala vitis pseudoazurescens Dellacasa, 1970
- Anomala vitis pseudosignata Dellacasa, 1970
- Anomala vitis signata Schilsky, 1888
- Anomala vitis viridicollis Schilsky, 1888
- Melolontha holosericea Illiger, 1805